# Tanaecia norima
Tanaecia norima är en fjärilsart som beskrevs av Hans Fruhstorfer 1912. Tanaecia norima ingår i släktet Tanaecia och familjen praktfjärilar. Inga underarter finns listade i Catalogue of Life.